# Ștefan Petriceicu
Ștefan Petriceicu (n. secolul al XVII-lea – d. 1690) a fost domn în Moldova de trei ori: 20 august 1672 - noiembrie 1673; decembrie 1673 - februarie 1674 și 25 decembrie 1683 - martie 1684. Era fiul lui Toader, mare logofăt, decedat în 1663.

## Domnie
A fost ales de boieri ca domn, cu aprobarea sultanului, după a doua mazilire a lui Gheorghe Duca și după refuzul lui Ilie Sturdza de a primi tronul. Era tocmai în perioada războiului turco-polonez. Petriceicu avea să iscodească mișcările politice poloneze, să se îngrijească de aprovizionarea garnizoanei din Camenița și a armatei stabilite la Hotin, și să facă podurile necesare trupelor. Aceste grele însărcinări date de sultan precum și purtarea insultătoare a comandanților turci față de popor, boieri și domnitor, îl apropie pe Petriceicu de polonezi. Aceștia, în noiembrie 1673 îi atacă pe turci la Hotin. În mijlocul luptei, Petriceicu îi părăsește fățiș pe turci, care pierd marea bătălie din 10 noiembrie și se retrag în cea mai mare parte peste Dunăre. Totuși, polonezii nu profită îndeajuns de victorie, deoarece generalul Sobieski spera la un ajutor bănesc de la turci ca să ocupe tronul Poloniei. Din acest motiv, mulți boieri moldoveni, în frunte cu Miron Costin, îl părăsesc pe Petriceicu. În 1674, el plănuia să încheie o înțelegere cu Moscova, dar este mazilit, iar după lupta de la movila Rabaei, este alungat din Iași și din țară. În decembrie 1683 vine cu ajutor polonez și reușește ca în ianuarie 1684 să ia tronul, alungându-l pe Gheorghe Duca. Însă, când sunt învinși cazacii care îl sprijineau, Petriceicu a trebuit să se retragă în Polonia, unde a rămas ca staroste de Zwolin și unde a și murit. Osemintele sale se odihnesc în vechea mănăstire greco-catolică Lawriv, din Rutenia, odinioară poloneză, azi parte a Ucrainei.
A ctitorit două biserici: Biserica Sfântul Onufrie din Mănăstioara-Siret (1673) și Biserica Nașterea Sfântului Ioan Botezătorul din Siret.